# Гигантактиновые
Гигантактиновые, или длиннощуповые удильщики, или длиннощуповые (лат. Gigantactinidae) — семейство лучепёрых рыб из подотряда цератиевидных отряда удильщикообразных (Lophiiformes).  Встречаются на больших глубинах в Атлантическом, Индийском и Тихом океанах.

## Этимология
Название семейства от др.-греч. γίγας — гигантский, гигант и др.-греч. ἀκτίς — луч, что отражает наличие у представителей семейства очень длинного иллиция.

## Описание
Ярко выражен половой диморфизм. Самцы намного мельче самок, у них отсутствует иллиций, очень маленькие глаза и крупные обонятельные органы.
У самок удлинённое тело, голова относительно короткая, хвостовой стебель длинный и тонкий. Верхняя челюсть выдаётся вперёд. Первый луч спинного плавника преобразован в иллиций, на конце которого располагается эска со светящимся органом или без него. Иллиций очень длинный, равен длине тела, а у некоторых видов превышает длину тела в четыре раза. 
На нижней челюсти зубы отсутствуют или хорошо развиты и располагаются в несколько рядов, в спинном плавнике 3—10 лучей, в анальном плавнике 3—8 лучей. В хвостовом плавнике девять лучей.
В поясе грудных плавников пять радиалий.

## Распространение и места обитания
Встречаются в Атлантическом, Индийском и Тихом океанах.
Самок рода Gigantactis обнаруживали в Северном полушарии вплоть до южной Гренландии, а в Южном полушарии — до атлантического сектора Южного океана на широте 50° с. ш. Известный ареал представителей рода Rhynchactis ограничен тропическими и субтропическими регионами между 30° с. ш. и 10° ю. ш. Гигантактиновые — одни из наиболее глубоководных представителей подотряда цератиевидных, обитают на глубине от 1000 до 2500 м.

## Классификация
В составе семейства выделяют 2 рода с 23 видами:
- Род Gigantactis A. B. Brauer, 1902 — Длиннощуповые удильщики (род) — 20 видов[5]
- Род Rhynchactis Regan, 1925 — Кнуторылые удильщики — 3 вида[6]